# Jochem Pechau
Jochem Pechau (* 27. Mai 1929 in Marburg; † 28. März 1989 in Weibern) war ein deutscher Bildhauer und Medailleur.

## Leben
Jochem Pechau wurde 1929 in Marburg an der Lahn geboren. Von 1947 bis 1949 besuchte er die Bildhauerklasse von Walter Auch in Biedenkopf. Von 1950 bis 1957 studierte er an den Kölner Werkschulen bei Ludwig Gies.
Neben zahlreichen Tabernakeln und Taufbecken schuf Pechau auch Holzschnitt-Serien mit religiösen Motiven. 1959 erhielt er den Förderpreis des Landes Nordrhein-Westfalen für junge Künstlerinnen und Künstler. Pechau lebte und arbeitete in Köln-Höhenhaus und in Weibern (Eifel).

## Werke (Auswahl)

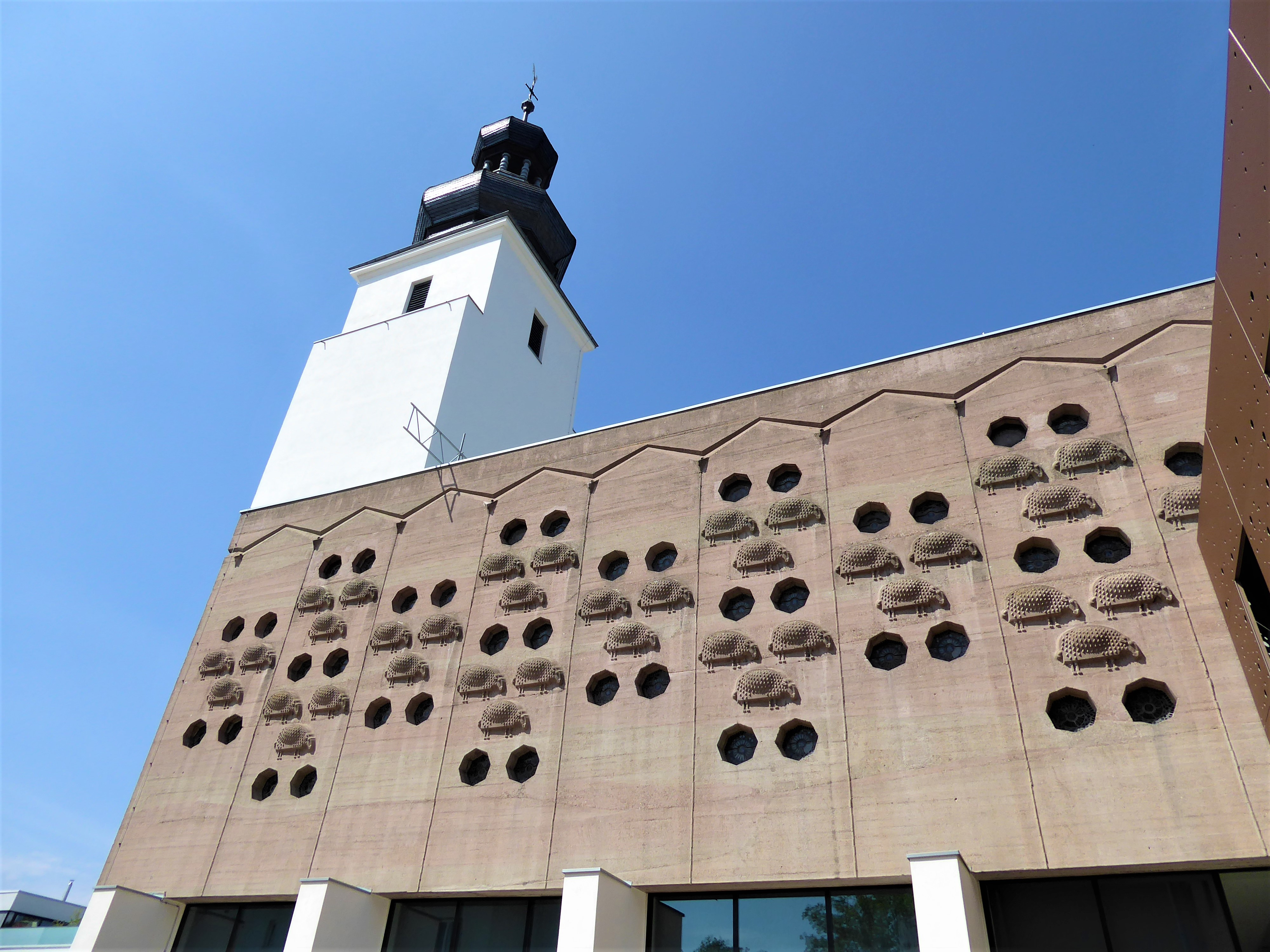
Wandrelief (Der gute Hirte), Zur Heiligen Familie (Köln-Sülz), 1958

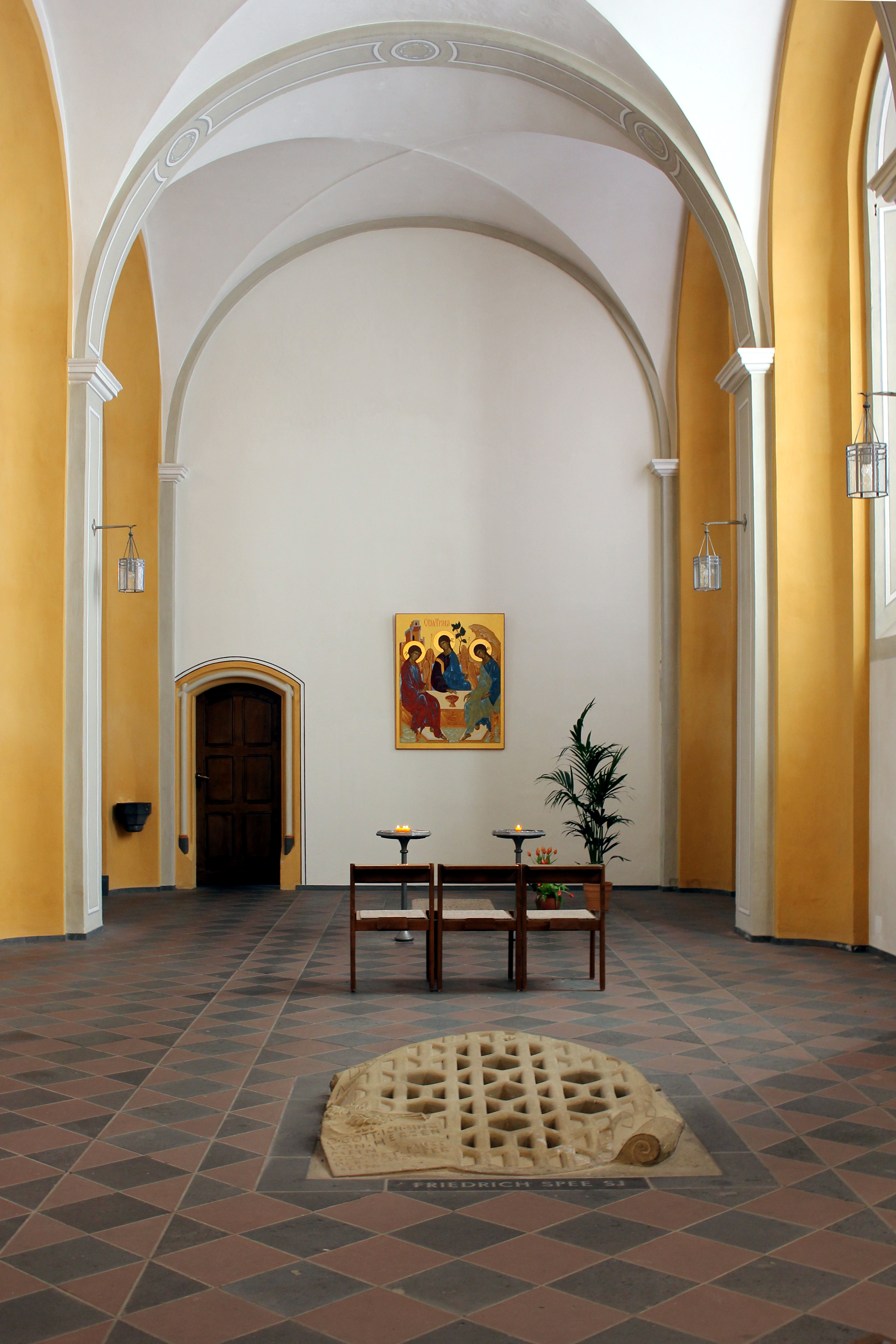
„Oculus“ zur Spee-Gruft in der Jesuitenkirche Trier, 1981

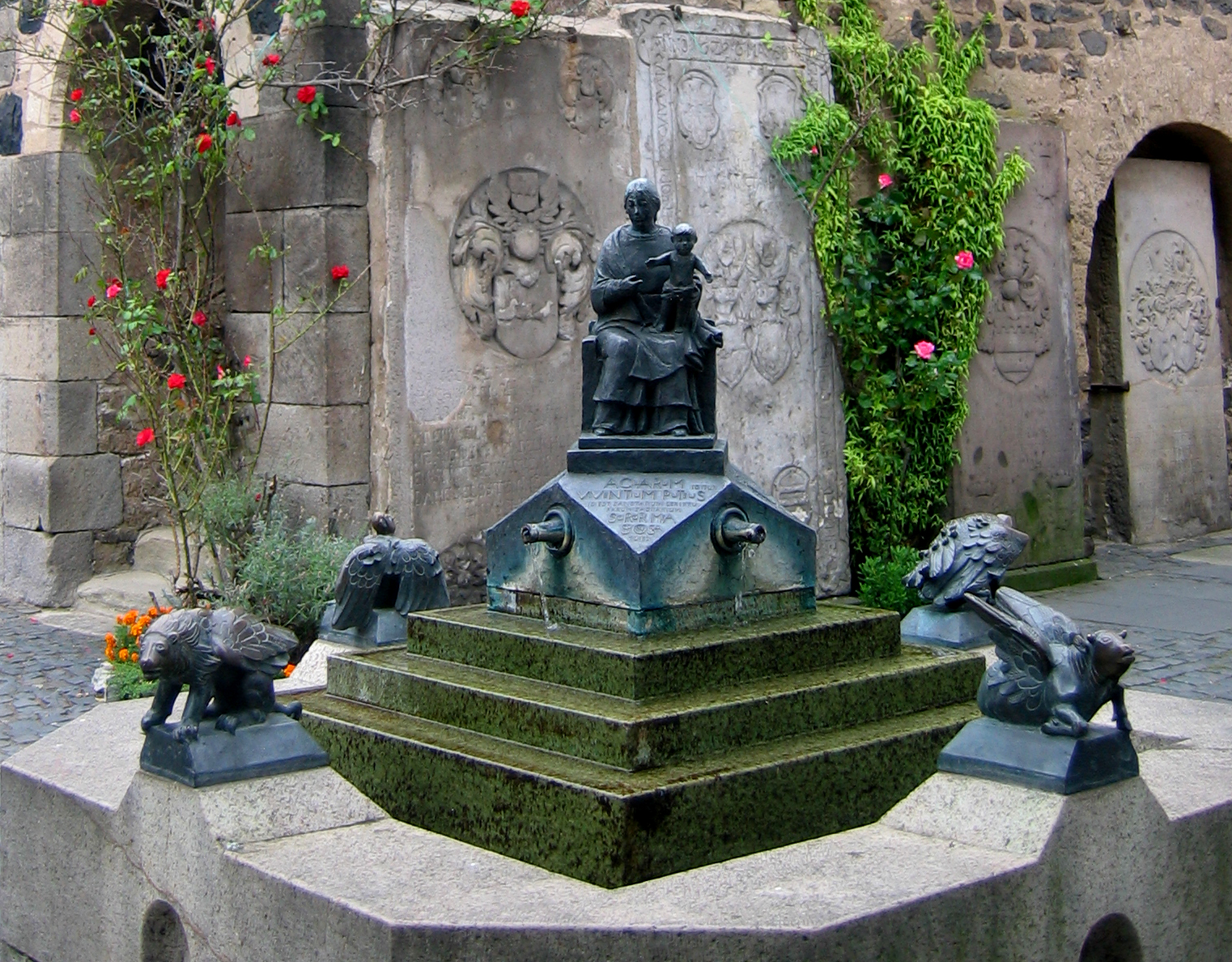
Der Marienbrunnen vor der Schwarzrheindorfer Kirche, 1989

- Außenrelief (Der gute Hirte) der kath. Kirche Zur Heiligen Familie (Köln-Sülz) (Kirche des städt. Waisenhauses) in Köln-Sülz, geschaffen 1958 (Arch. Gottfried Böhm)
- Wandrelief (Weinstock) der kath. Kirche St. Paulus in Velbert (Arch. Gottfried Böhm)
- Kreuze, Tabernakel und Kreuzweg der kath. Kirche St. Matthias in Euskirchen (1967)
- Altar und Tabernakel der kath. Kirche Heilig Geist in Ratingen-West, geschaffen 1974
- Altar und Tabernakel der kath. Kirche Heilige Ewalde in Wuppertal-Cronenberg, geschaffen 1974 (Arch. Fritz Schaller und Ing. Stefan Polónyi)
- Trier Dom: Kirchenmäuse (Bronze), Altarinsel/Details, 1974[3]
- Altar, Tabernakel und Ambo der Kirche St. Remigius in Wuppertal-Sonnborn, geschaffen 1976 (Arch. Fritz Schaller und Ing. Stefan Polónyi)
- Altarkreuz und Grundstein der kath. Kirche St. Hedwig in Köln-Höhenhaus, geschaffen 1977 bzw. 1966
- Tabernakel im Maternushaus Köln, 1979
- Trier, Jesuitenkirche: Oculus zur Spee-Gruft, 1981
- Der Marktbrunnen auf dem Münsterplatz in Neuss, 1983/84[4]
- Taufort der kath. Kirche St. Wendelinus in Hürth-Berrenrath, geschaffen 1986 (Arch. Fritz Schaller)
- Nordseite des Mahnmals für die Synagoge am Lappenberg in Hildesheim, geschaffen 1988. (Gesamtentwurf des Mahnmals: Elmar Hillebrand).

Das letzte Werk vor seinem Tod war der
- Marienbrunnen vor der Schwarzrheindorfer Doppelkirche (St. Maria und St. Clemens) 1989. Vollendet wurde der Brunnen von Theo Heiermann, die Brunnenweihe war am 17. September 1989.